# Barabașivka, Lebedîn
Barabașivka (în ucraineană Барабашівка) este un sat în comuna Prîstailove din raionul Lebedîn, regiunea Sumî, Ucraina.

## Clima
Clima în această zonă este continentală, cu veri calde și ierni reci. Cea mai caldă lună este iulie (vara), iar cea mai rece lună este ianuarie (iarna).

## Ora
În această zonă, ora locală urmează fusul orar de la Kiev - UTC+2 (iar în timpul verii - UTC+3). Schimbarea orei este reglementată de guvernul Ucrainei, iar ora se schimbă în ultima duminică din martie la 3:00, când ceasurile sunt date cu o oră înainte, și în ultima duminică din octombrie la 4:00, când ceasurile sunt date cu o oră înapoi.

## Demografie
Componența lingvistică a localității Barabașivka
     Ucraineană (84,62%)
     Rusă (15,38%)
Conform recensământului din 2001, majoritatea populației localității Barabașivka era vorbitoare de ucraineană (84,62%), existând în minoritate și vorbitori de rusă (15,38%).